# Attentato di via Fabio Massimo
L'attentato di via Fabio Massimo, compiuto nella sera di sabato 18 dicembre 1943, fu un'azione partigiana condotta dai Gruppi di Azione Patriottica (GAP) nell'ambito della Resistenza romana. Consistette nella detonazione di uno o più ordigni esplosivi nella trattoria Antonelli, ubicata in un seminterrato al numero 101 di via Fabio Massimo, nel rione Prati. Le varie ricostruzioni di questo attentato divergono considerevolmente tanto sull'identità e sul numero dei morti e dei feriti, quanto sull'identità dei gappisti che lo compirono.
La stampa clandestina comunista prima e le memorie dei gappisti poi presentarono tale azione come un attentato che uccise o ferì una ventina circa tra tedeschi e fascisti, stima che lo renderebbe la più letale azione partigiana tra quelle compiute a Roma prima dell'attentato di via Rasella del 23 marzo 1944. Da una successiva analisi storiografica è emerso che in realtà l'attentato alla trattoria Antonelli colpì perlopiù operai italiani del servizio di lavoro.

## Fonti resistenziali
Una prima, significativa discrepanza in merito alla ricostruzione dell'attentato si riscontra nella stampa clandestina. Nel numero del 30 dicembre l'Unità, organo di stampa del PCI e dunque dei GAP, lo annovera tra le azioni partigiane con un trafiletto intitolato Audace attacco contro un covo di tedeschi e fascisti:
L'Avanti!, organo di stampa socialista, riporta invece che nella trattoria, frequentata da fascisti e tedeschi dell'organizzazione Todt, «Un tedesco ed otto italiani rimanevano uccisi, mentre i feriti ammontavano a quattordici».
Il rapporto dei GAP centrali relativo al 1943 parla di «15 nemici uccisi», senza indicarne la nazionalità. Il compimento dell'attacco alla trattoria fu rivendicato dal partigiano comunista Roberto Forti, pittore edile e figura di spicco del PCI romano, nella relazione sulla propria attività partigiana che stilò nell'immediato dopoguerra. Forti scrive che egli «il 18 dicembre condusse un'importantissima azione di guerra contro militari germanici, attaccandone un gruppo nei pressi di via Fabio Massimo verso le ore 22. Mentre in altra parte della città un gappista attaccava alla stessa ora i nemici che uscivano dal cinema Barberini il Forti con un gruppo di partigiani attaccava con spezzoni una dozzina di nazisti, che rimasero tutti sul terreno». Lo stesso Forti redasse una memoria sulle attività dei GAP in cui tuttavia si legge che quest'azione, erroneamente datata al 18 novembre, ebbe a bersaglio un «locale frequentato da unità repubblichine in via Fabio Massimo», senza menzionare vittime tedesche.
Guglielmo Blasi, gappista che aveva tradito i compagni passando alla polizia fascista, rivendicò anch'egli il compimento di questo attentato durante il procedimento penale a suo carico per collaborazionismo, celebrato dinanzi alla Corte d'assise straordinaria di Milano nel 1945. La dichiarazione di Blasi risulta però incongruente: quest'azione è postdatata tra il febbraio e il marzo 1944, successivamente ad altre azioni da lui rivendicate, e nel contempo descritta come una prova di iniziazione a cui sarebbe stato sottoposto da Carlo Salinari "Spartaco". L'incongruenza fa sospettare che Blasi abbia potuto attribuirsi il compimento dell'azione falsamente, come fece in diversi altri casi, alla luce della sua chiara linea difensiva volta ad attenuare le responsabilità di collaborazionista vantando meriti resistenziali. Non confermata da nessun'altra testimonianza, la dichiarazione di Blasi trova un unico riscontro nel libro del 1965 Il sole è sorto a Roma, scritto dal già citato Roberto Forti insieme con il compagno di lotta Lorenzo D'Agostini, con prefazione di Giorgio Amendola. In questo testo si legge che la trattoria – in cui «gozzovigliavano e ballavano dalla mattina alla sera, al suono di allegre musichette, soldati germanici, italiani collaborazionisti, spie e donne dai facili costumi» – fu attaccata da tre gappisti: due di essi (tra cui presumibilmente Forti) stettero di guardia alla porta, mentre un terzo, Blasi, discese le scale e lanciò nella sala una bomba che lasciò il locale semidistrutto senza che nessuno dei presenti ne uscisse incolume.
Fulvia Trozzi, ausiliaria dei GAP allora fidanzata del loro comandante Antonello Trombadori e in seguito sua moglie, nel 1998 rivendicò un attentato in una trattoria di Prati «frequentata solo da SS» (non ne risultano altri oltre a quello di via Fabio Massimo che possano aver generato confusione), che sarebbe stato effettuato con modalità incompatibili con quanto affermato da Forti e da Blasi. Trozzi e Carlo Salinari, fingendosi due fidanzati a cena nella trattoria, avrebbero lasciato sotto il tavolo un ordigno esplosivo camuffato da libro. Secondo Trozzi l'importanza di quest'azione fu soprattutto simbolica: «non ci furono morti, ma quell'episodio ha segnato i primi momenti della resistenza di Roma, ha dato il via alla conferma che noi esistevamo». Anche questa ricostruzione è priva di riscontri.
Le memorie dei principali esponenti dei GAP centrali non si dilungano su quest'attentato. Rosario Bentivegna accenna rapidamente a un'azione condotta il 18 dicembre dalla «rete di Cola [Franco Calamandrei, guidata da Trombadori», in una trattoria contro «un gruppo nutrito di repubblichini» e a un attacco «contro i fascisti in via Fabio Massimo», senza quantificarne le vittime. Carla Capponi scrive di aver saputo da una staffetta che un attacco gappista alla trattoria Antonelli «uccise sei militari della Wehrmacht e ferì una donna e otto collaborazionisti italiani; uno solo, colpito gravemente, sarebbe morto all'ospedale. Commentammo la notizia rallegrandoci che finalmente in città si cominciasse a sentire la presenza delle forze organizzate della Resistenza».

## Documenti di polizia e del comando tedesco
Secondo i documenti della polizia, le vittime dell'esplosione furono pressoché interamente operai italiani. Il mattinale della polizia della Città aperta riporta che alle ore 20
Un breve resoconto per il Duce, scritto a mano presumibilmente dal capo della polizia Tullio Tamburini, riporta che l'attentato «uccideva sette persone e ne feriva altre otto, in maggioranza operai italiani». Un atto del procedimento penale contro ignoti per «atto terroristico», trasmesso dalla Procura del re al Tribunale militare di Roma, menziona nove morti e sette feriti italiani riportandone tutti i nominativi, eccetto quello di una donna rimasta sconosciuta. Sebbene i rapporti di polizia, e in particolare quelli destinati a Mussolini, generalmente non nascondessero l'uccisione di militari germanici, in questo caso nessun rapporto riferisce di caduti tedeschi.
Il diario di guerra del Comando tedesco di Roma riporta che l'attacco alla trattoria uccise nove italiani, mentre non si registrava alcuna perdita tra le forze tedesche.

## Storiografia
Nel suo libro sulla Resistenza romana del 1965, lo storico Enzo Piscitelli scrive che il bilancio del lancio di due bombe nella trattoria, «frequentata da tedeschi e fascisti», fu «sei operai del servizio del lavoro e alcuni tedeschi morti».
Cesare De Simone, in un libro del 1994, menziona l'attentato alla trattoria Antonelli, descritta come un locale «molto frequentato da tedeschi e collaborazionisti fascisti del vicino comando germanico di via Legnano», e riproduce il succitato stralcio del mattinale della polizia della Città aperta. De Simone aggiunge, senza citare alcuna fonte sul punto, che «[i] morti nell'attentato di via Fabio Massimo saliranno a 10 il giorno dopo, moriranno infatti al San Giacomo anche due soldati tedeschi rimasti feriti».
L'episodio è stato sottoposto a un'approfondita analisi delle fonti dallo storico Gabriele Ranzato in un volume edito nel 2019. Diversi elementi fanno sostenere a Ranzato che è «lecito dubitare che ci siano state in quell'attentato vittime tedesche, almeno in alto numero»: nonostante rappresenterebbe, qualora le stime delle fonti resistenziali sulle vittime fossero esatte, la più brillante tra le azioni armate della Resistenza romana precedenti all'attentato di via Rasella, non è celebrato ed è generalmente oggetto di scarsa attenzione tanto nella memorialistica quanto nella storiografia; diversamente da quanto «immancabilmente» accadeva in caso di considerevoli perdite, i tedeschi non risposero con una rappresaglia; il diario di guerra del Comando tedesco di Roma non riporta perdite germaniche, indicando come vittime unicamente nove italiani; l'Avanti!, diversamente dall'Unità, scrisse di un solo caduto tedesco. Ranzato scrive comunque che la sopravvalutazione delle perdite del nemico da parte delle fonti resistenziali «[n]on deve stupire, né suscitare particolare riprovazione», dal momento che è tipico della propaganda di guerra enfatizzare le proprie azioni belliche e le perdite che esse infliggevano al nemico.
Infine, Ranzato rileva criticamente «il lungo silenzio» sugli italiani uccisi dall'attentato e sui suoi autori. I primi, benché variamente definiti «fascisti» e «collaborazionisti» dalle fonti resistenziali, risultano in realtà quasi interamente operai del servizio di lavoro, ossia lavoratori che avevano risposto ai bandi tedeschi per l'esecuzione di opere sussidiarie. L'unico militare tra gli uccisi, Boris Braini, appartenente alla Guardia di Finanza (di cui alcuni reparti collaboravano occasionalmente a operazioni antipartigiane), è il solo a comparire nell'elenco dei caduti della Repubblica Sociale Italiana. Secondo Ranzato gli operai, se da un lato erano indifferenti alle ragioni dell'antifascismo, dall'altro sono definibili «collaborazionisti» solo in senso lato, non essendo possibile sapere se svolgessero tale servizio perché mossi anche da sentimenti fascisti o soltanto dalla retribuzione. Qualora fossero stati in compagnia di soldati tedeschi si sarebbe potuto imputare loro tale vicinanza, ma – conclude lo storico – «in mancanza o quasi, di vittime germaniche, da cui si può desumere anche una scarsa presenza di tedeschi in quella trattoria, gli italiani uccisi appaiono un bersaglio facile, colpiti da un gesto sproporzionato alla loro nocività e carente dell'esemplarità che doveva avere la lotta armata contro i nazifascisti». La mancata indicazione dei nomi degli autori dell'attentato nelle memorie dei gappisti secondo Ranzato «potrebbe interpretarsi come l'indizio di una qualche riserva, loro o del loro partito, circa il suo risultato».